# Лампово (деревня)
Ла́мпово — деревня в Гатчинском муниципальном округе Ленинградской области.

## История
Существует предположение, что в 1758 году в деревне Лампово родилась няня А. С. Пушкина Арина Родионовна Яковлева.
На карте Санкт-Петербургской губернии Я. Ф. Шмидта 1770 года деревня названа Лампова.

ЛАМПОВО — деревня принадлежит князю Витгенштейну, коллежскому советнику, жителей по ревизии: 178 м. п., 200 ж. п. (1838 год)

Согласно карте Ф. Ф. Шуберта в 1844 году деревня Лампова насчитывала 73 крестьянских двора.

ЛАМПОВО — деревня князя Витгенштейна, по просёлочной дороге, число дворов — 73, число душ — 182 м. п. (1856 год)

ЛАМПОВО — деревня владельческая при речке Ламповке, число дворов — 72, число жителей: 181 м. п., 242 ж. п. (1862 год)

В 1867—1878 годах временнообязанные крестьяне деревни выкупили свои земельные наделы у князя П. Л. Сайн-Витгенштейн-Берлебурга и стали собственниками земли.
Сборник Центрального статистического комитета описывал её так:

ЛАМПОВА — деревня бывшая владельческая при речке Ламповке, дворов — 106, жителей — 415. Часовня, 2 лавки.  (1885 год).

Часовня в деревне была деревянная, в честь св. Николая, также в деревне работала земская школа под попечительством управляющего имением князя Витгенштейна.
Согласно данным первой переписи населения Российской империи:

ЛАМПОВА — деревня, православных — 272, староверов — 238, мужчин — 209, женщин — 301, обоего пола — 510. (1897 год)

В конце XIX — начале XX века деревня административно относилась к Рождественской волости 2-го стана Царскосельского уезда Санкт-Петербургской губернии.
Согласно данным переписи населения СССР 1926 года в деревне Лампово Орлинского сельсовета Рождественской волости Троцкого уезда проживали 694 человека, большинство русские. В 1928 году население деревни также составляло 694 человека.

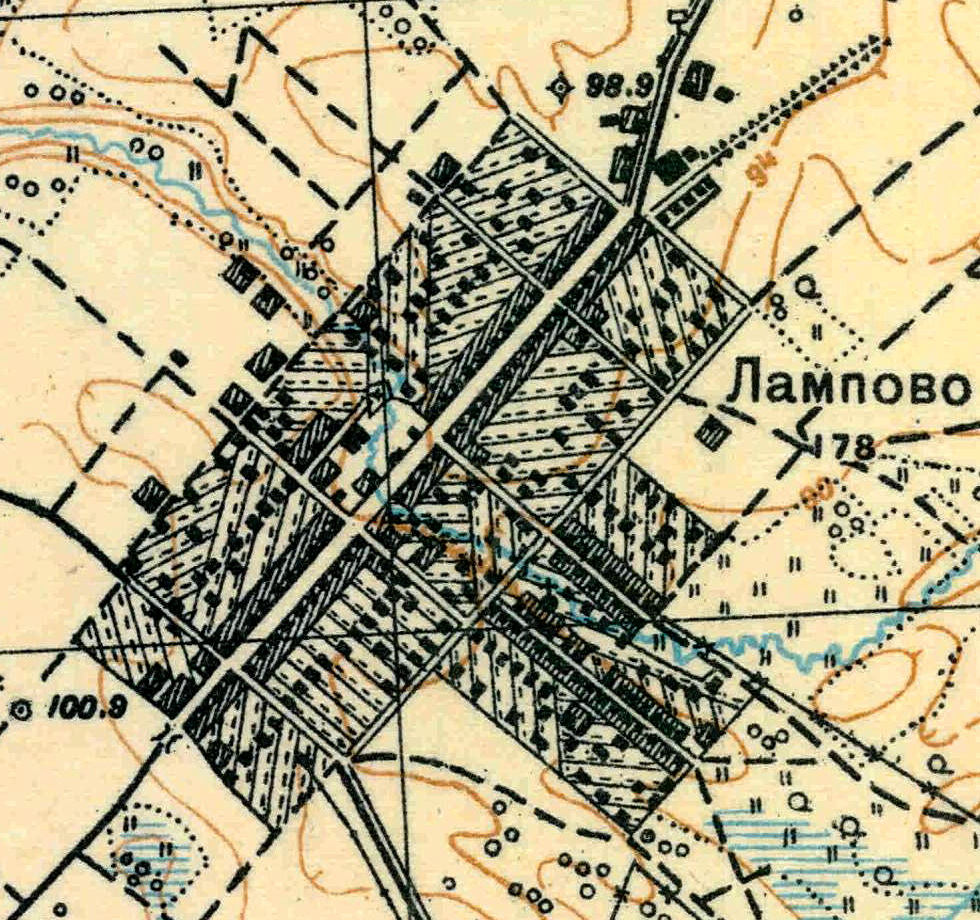
План деревни Лампово. 1931 год

Согласно топографической карте 1931 года деревня насчитывала 178 дворов.
По данным 1933 года деревня называлась Лампово и входила в состав Орлинского сельсовета Красногвардейского района.
C 1 августа 1941 года по 31 декабря 1943 года находилась в оккупации.
В годы Великой Отечественной войны деревня Лампово была местом дислокации крупного карательного отряда русских коллаборационистов, состоящего в основном из антисоветски настроенных военнопленных, содержавшихся в лагерях на территории Ленинградской области. Подразделением командовали бывшие офицеры РККА.
В 1958 году население деревни составляло 652 человека.
По данным 1966, 1973 и 1990 годов деревня Лампово входила в состав Орлинского сельсовета Гатчинского района. По данным 1973 года в деревне располагалась центральная усадьба совхоза «Орлинский».
В 1997 году в деревне проживали 1638 человек, в 2002 году — 1539 человек (русские — 92%), в 2007 году — 1546.

## География
Деревня расположена в юго-западной части района на автодороге 41К-099 (Сиверский — Куровицы) в месте примыкания к ней автодороги 41К-495 (Лампово — Остров).
Расстояние до административного центра поселения, посёлка городского типа Дружная Горка — 3 км.
К западу от деревни расположена железнодорожная платформа Лампово. Расстояние до ближайшей железнодорожной станции Строганово — 3 км.
Через деревню протекает река Ламповка.

## Население
| 1862 | 1897 | 2007  | 2010  | 2017  |
| ---- | ---- | ----- | ----- | ----- |
| 423  | ↗510 | ↗1546 | ↘1487 | ↘1460 |

### Национальный состав
Согласно данным Всероссийской переписи населения 2021 года в деревне проживали 1445 человек, из них:
 русские — 940, узбеки — 4, табасараны — 3, белорусы — 2, вепсы — 2, таджики — 2, украинцы — 2, цыгане — 2, башкиры — 1, корейцы — 1, молдаване — 1, татары — 1, удмурты — 1, чуваши — 1, другие национальности — 26 человек, остальные национальность не указали.

## Транспорт
От Сиверского до Лампова можно доехать на автобусах №№ 120-Т, 505, 506, 506А, 507.
Близ деревни находится железнодорожная платформа Лампово Октябрьской ЖД, где останавливаются пригородные электропоезда лужского направления.

## Достопримечательности
- В селе когда-то находилась лютеранская часовня, теперь на её месте построена православная церковь.
- «Дом Геринга» — памятник деревянного зодчества (1883 г.)
- «Дом Павловых» — памятник деревянного зодчества (1863 г.)

## Предприятия и организации
- Продовольственные магазины
- Почтовое отделение
- Ясли-сад
- Фельдшерско-акушерский пункт
- ЗАО «Орлинское» — картофелеводство, молочное скотоводство

## Фото

Лампово, объекты культурного наследия конца XIX — начала XX века
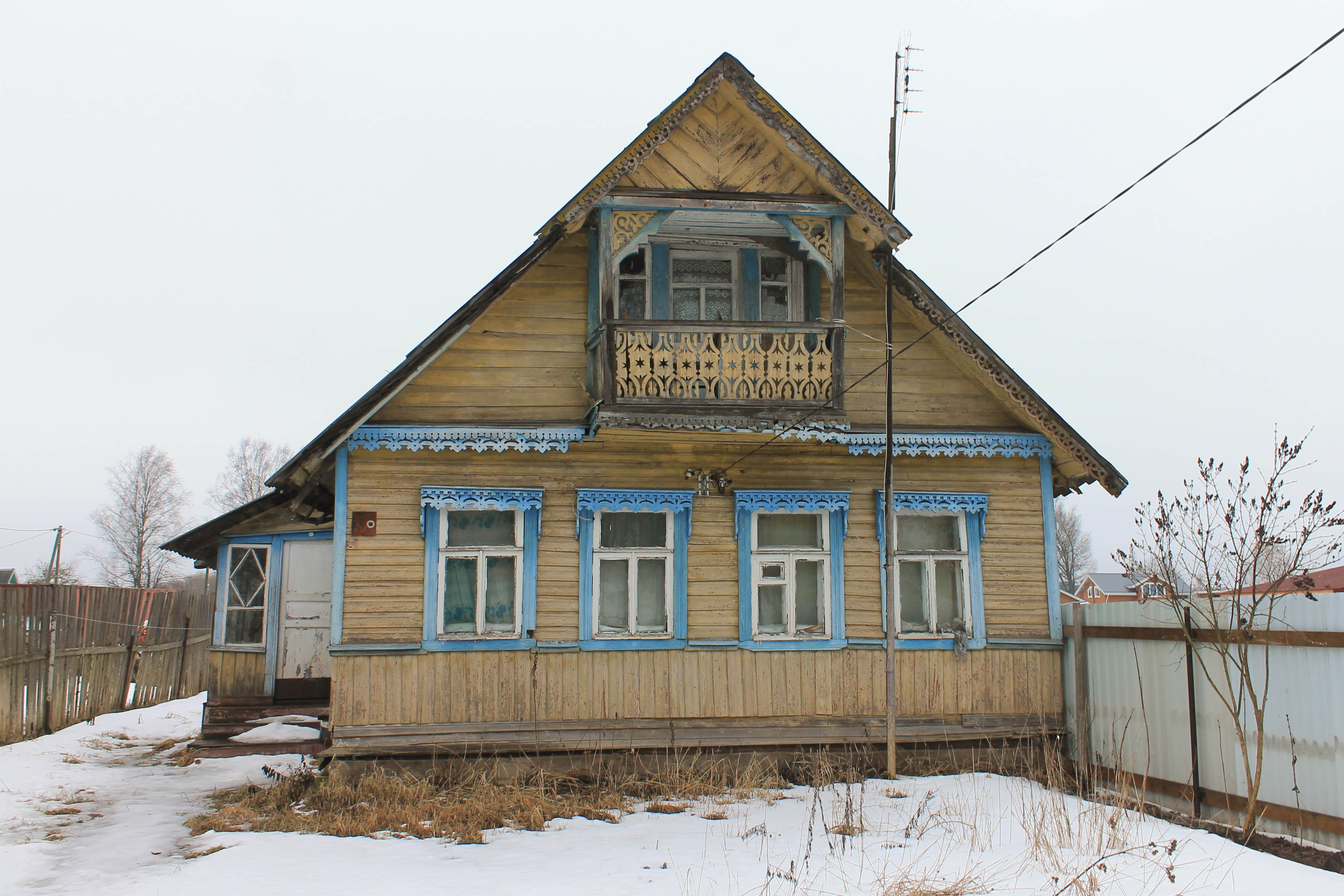
Центральная улица, 100
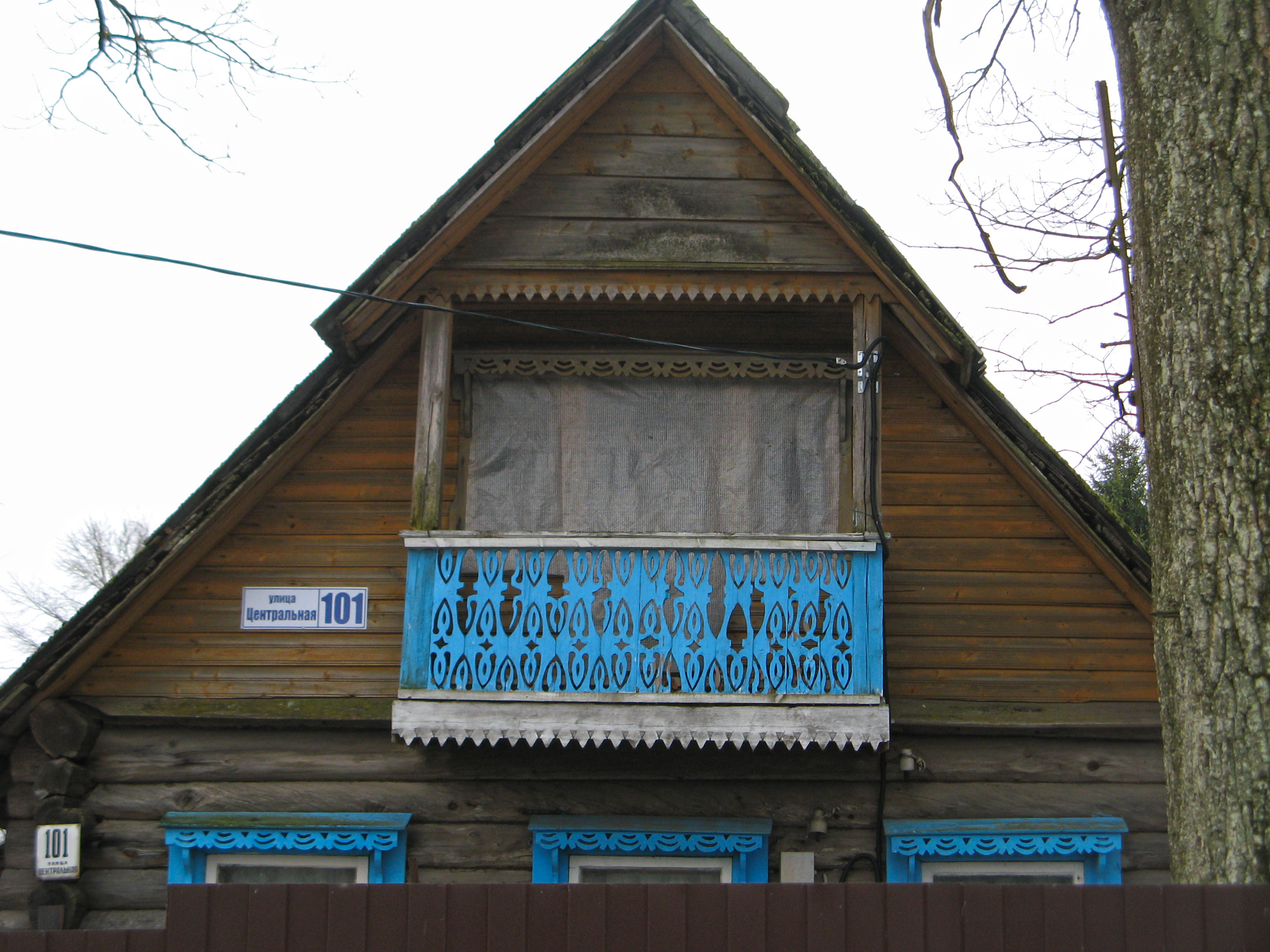
Центральная улица, 101
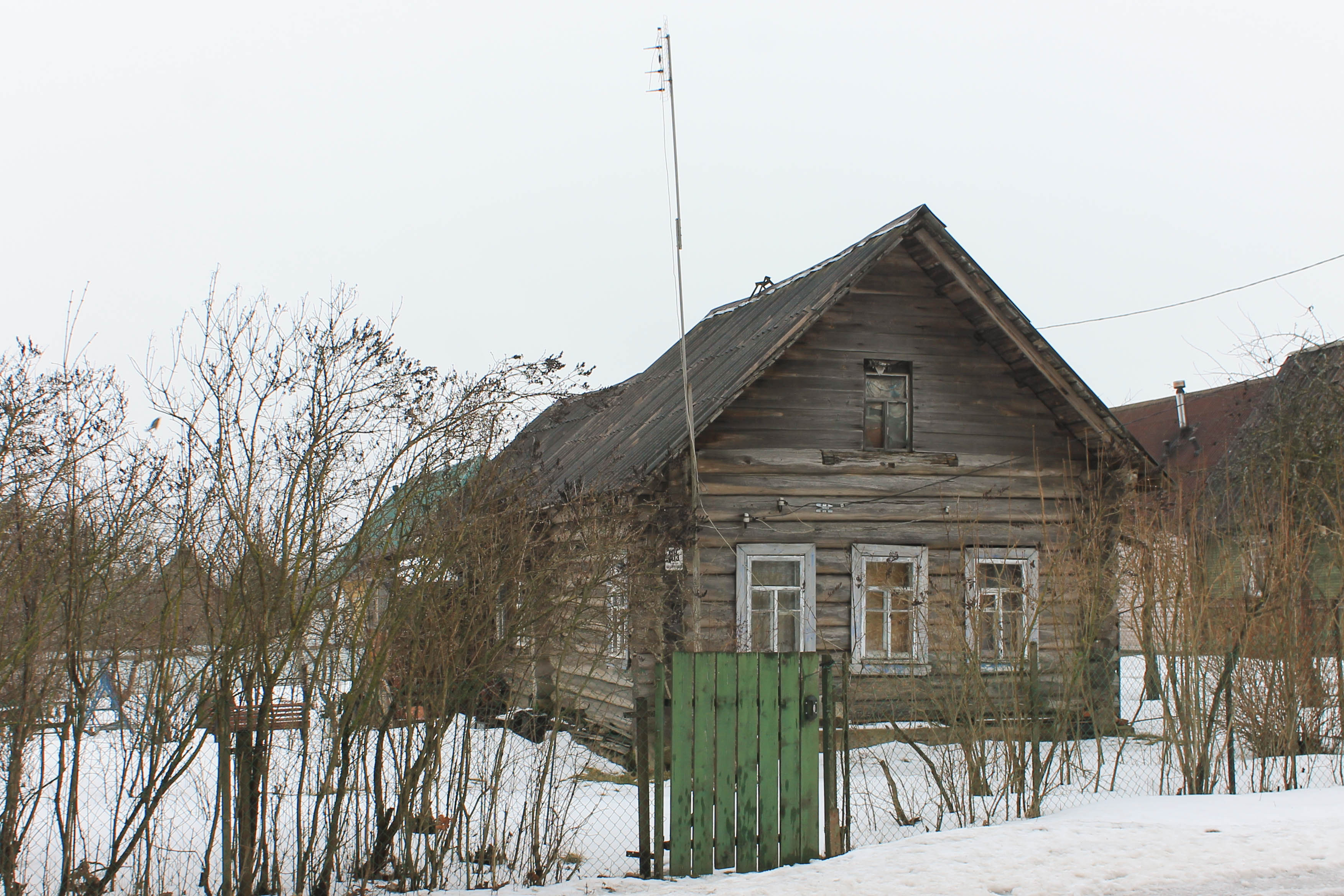
Центральная улица, 105
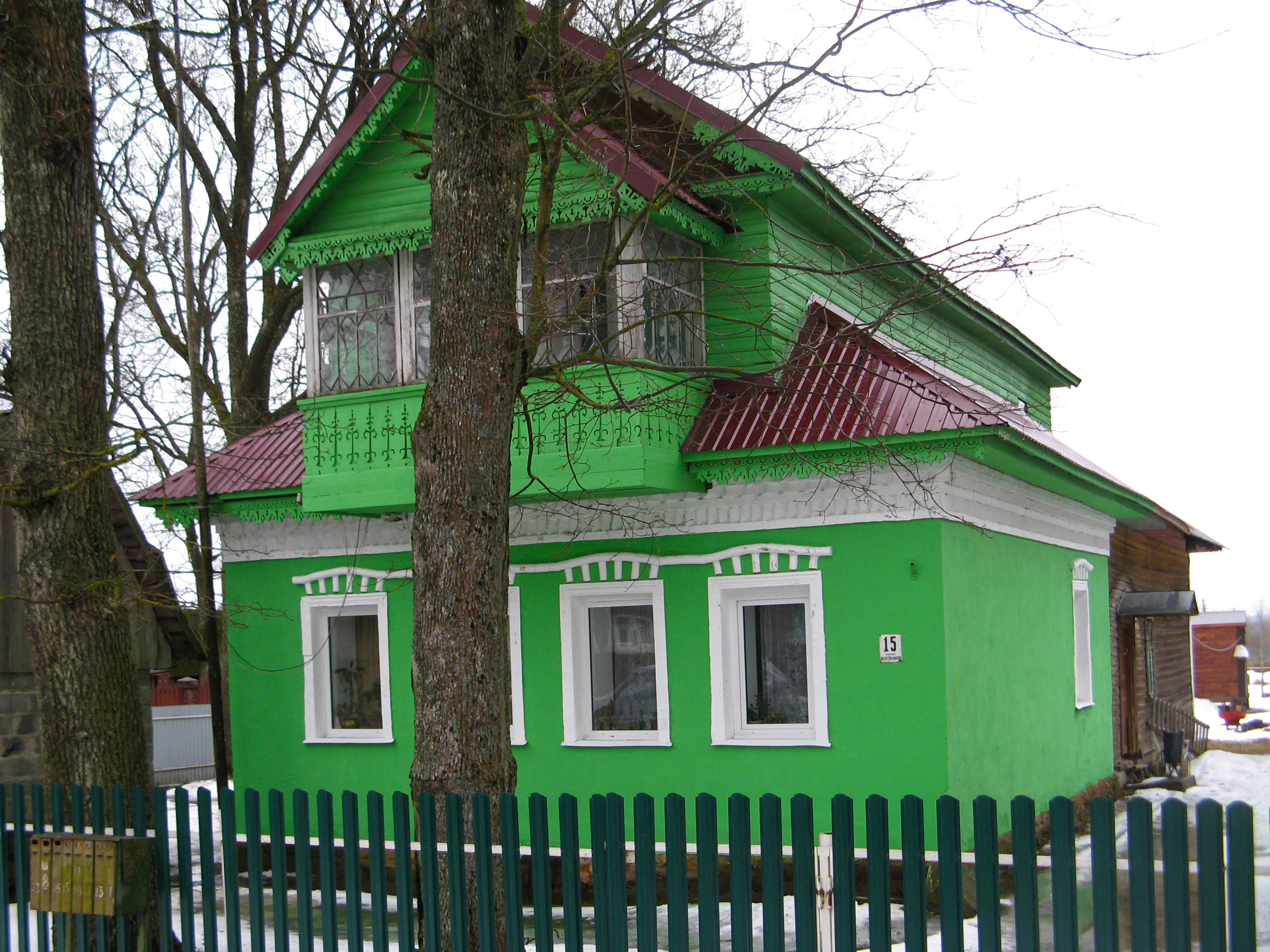
Центральная улица, 15
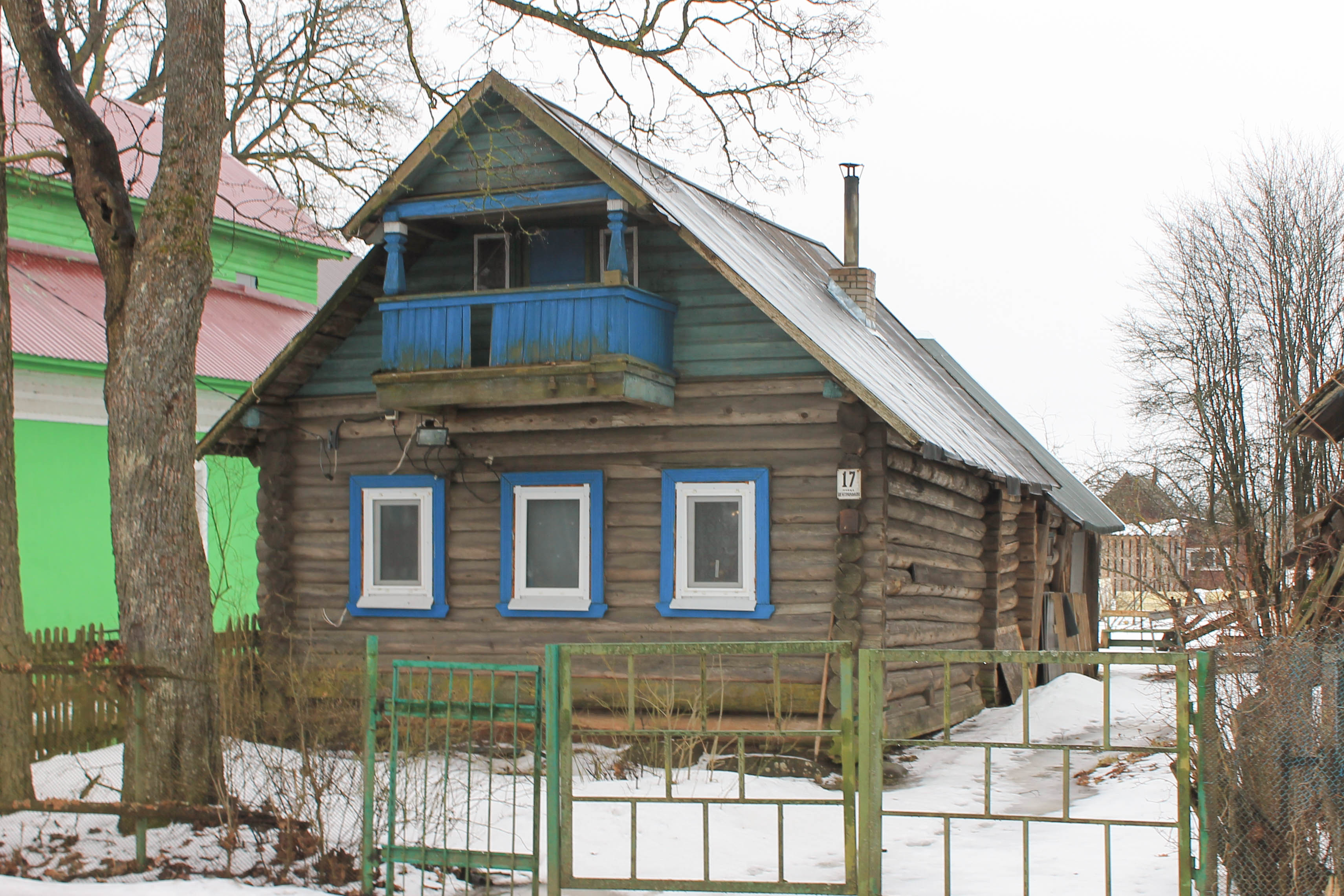
Центральная улица, 17
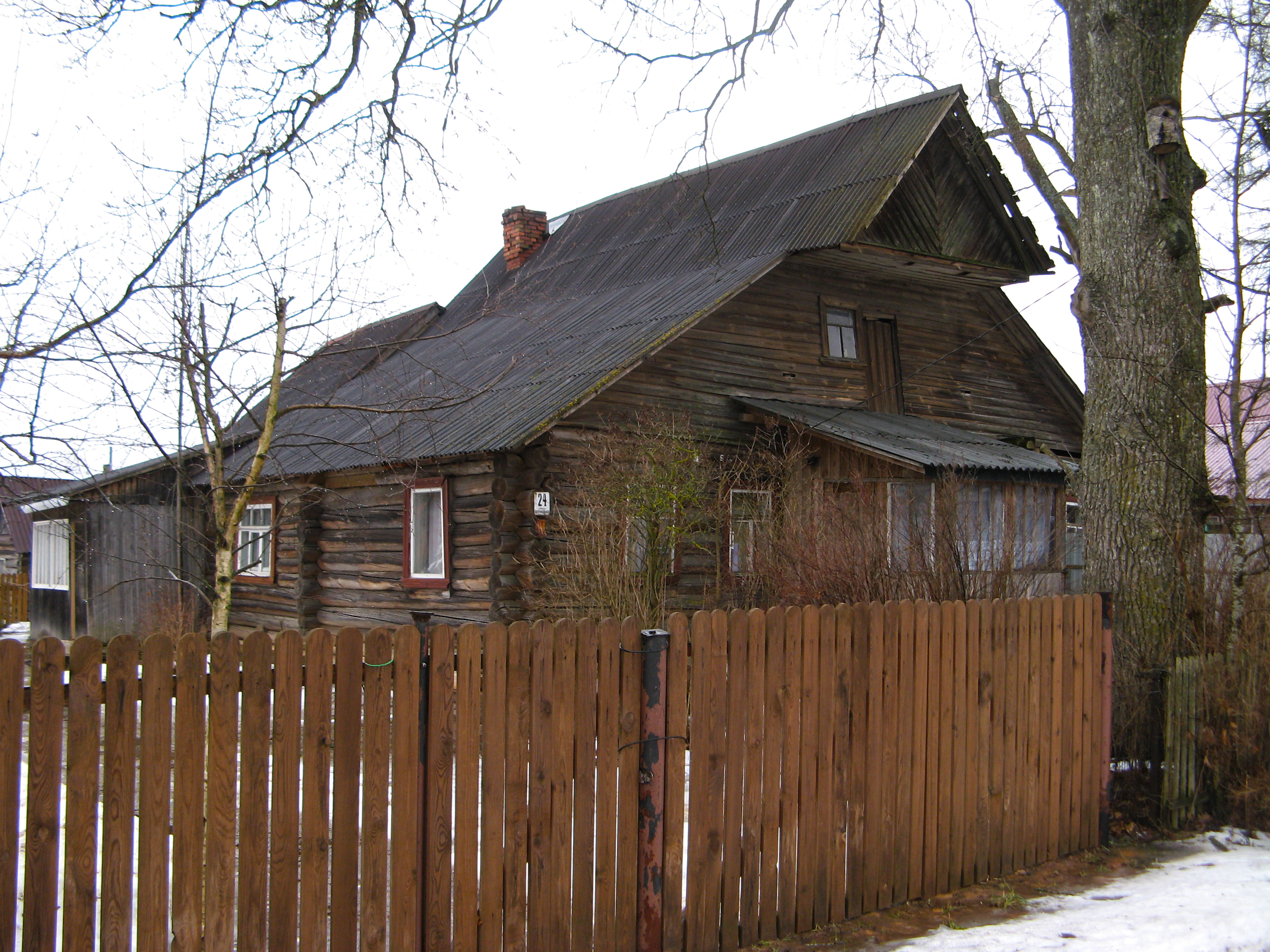
Центральная улица, 24
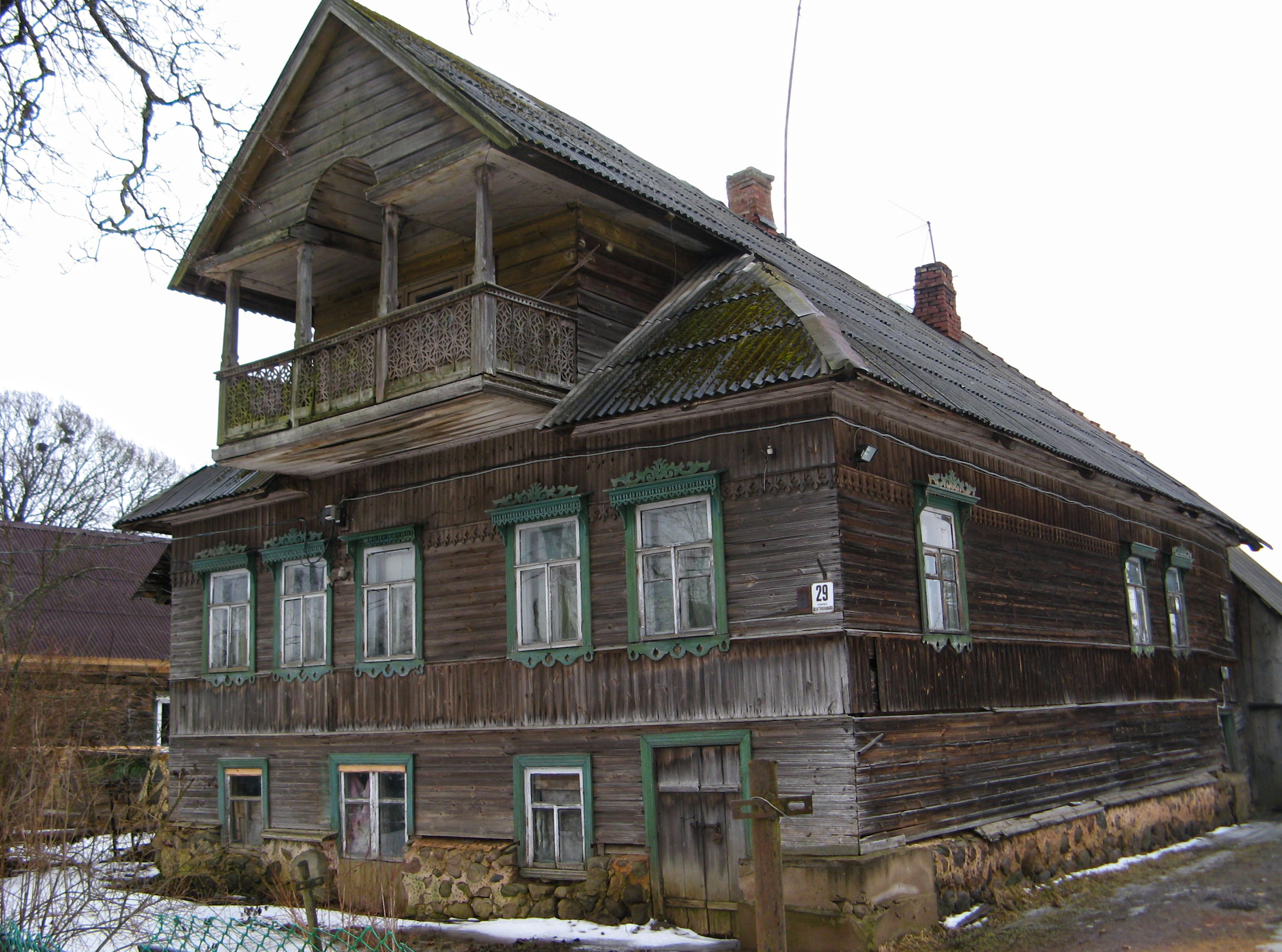
Центральная улица, 29
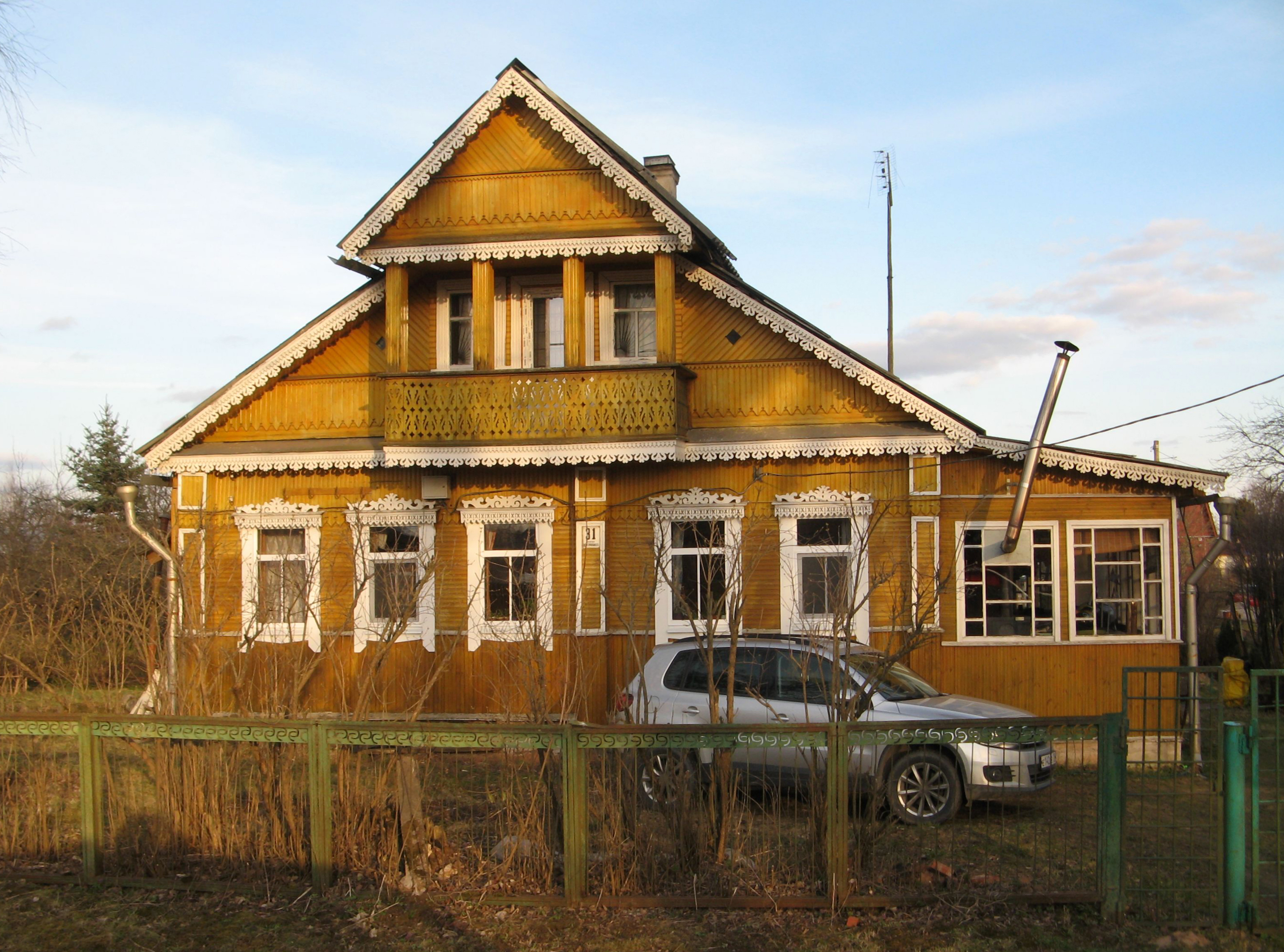
Центральная улица, 31
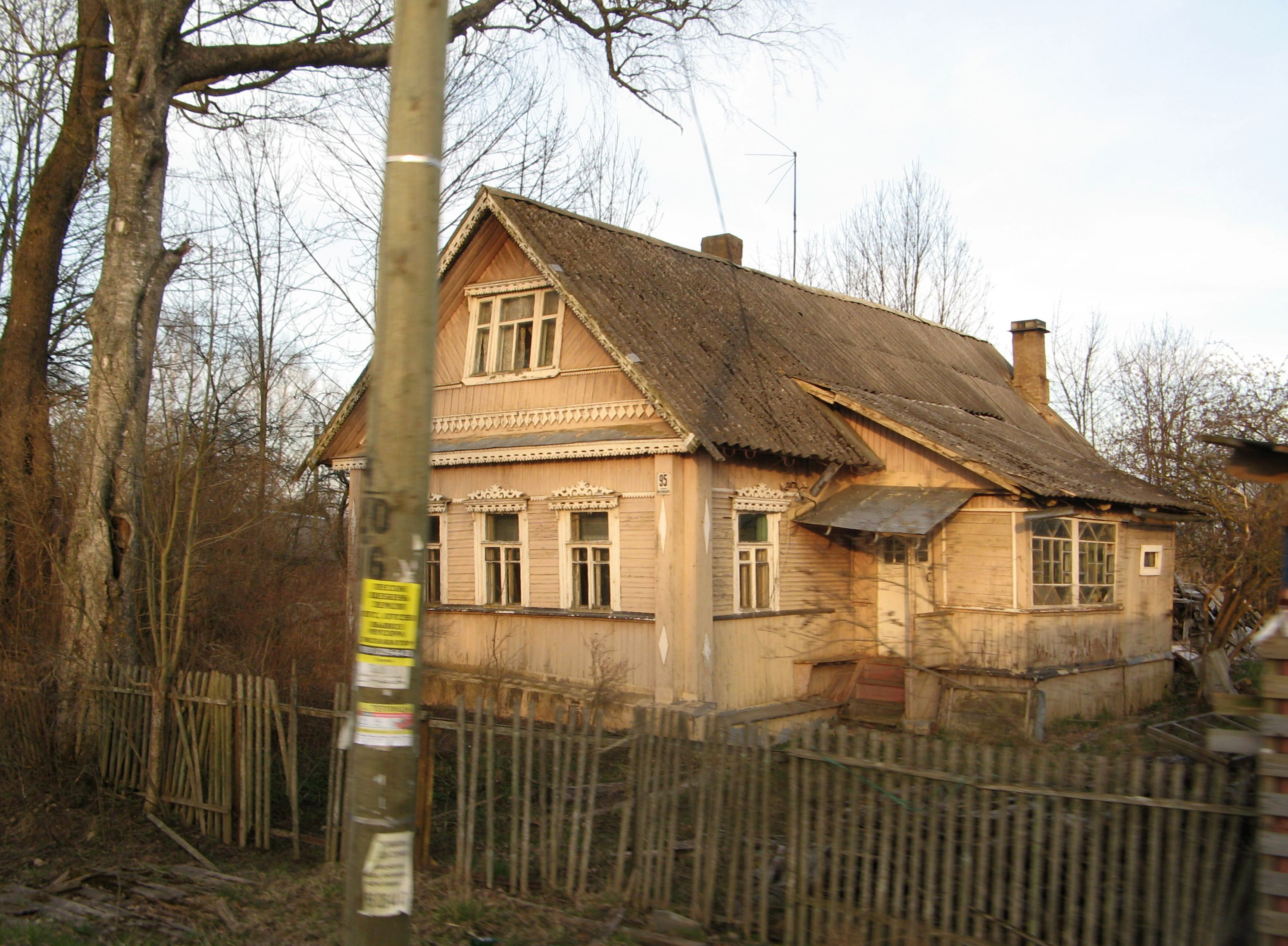
Центральная улица, 95

## Улицы
Бертовка, Дорожная, Дружносельская, Жуковка, Заречная, Лесная, Новая, Полевая, Садовая, Совхозная, Строителей, Цветочная, Центральная, Школьная.